# Jean-Michel Faure
Jean-Michel Faure (Argel, 1941) es un obispo francés consagrado por Richard Williamson el 19 de marzo de 2015. Otrora miembro prominente de la Fraternidad Sacerdotal San Pío X y brazo derecho de Marcel Lefebvre en Latinoamérica, actualmente dirige la Union Sacerdotal Marcel Lefebvre, grupo disidente de la FSSPX. Reside en Angers, Francia. 

## Biografía
Jean-Michel Faure nació en Argel en 1941, en una familia de origen francés (pieds-noirs). A raíz de la guerra de independencia argelina, su familia emigró hacia América del Sur. En junio de 1977 es ordenado sacerdote por Marcel Lefebvre en Écône, Suiza. Posteriormente desempeña su ministerio sacerdotal en Hispanoamérica como fundador de prioratos y distritos de la Fraternidad Sacerdotal San Pío X  y del Seminario Internacional de La Reja, Argentina en 1980, siendo su primer director, hasta 1985. Tras varios apostolados, principalmente en Argentina, se desempeñó como profesor en el mismo seminario hasta 2009; se le consideró de los hombres de confianza de Lefebvre.

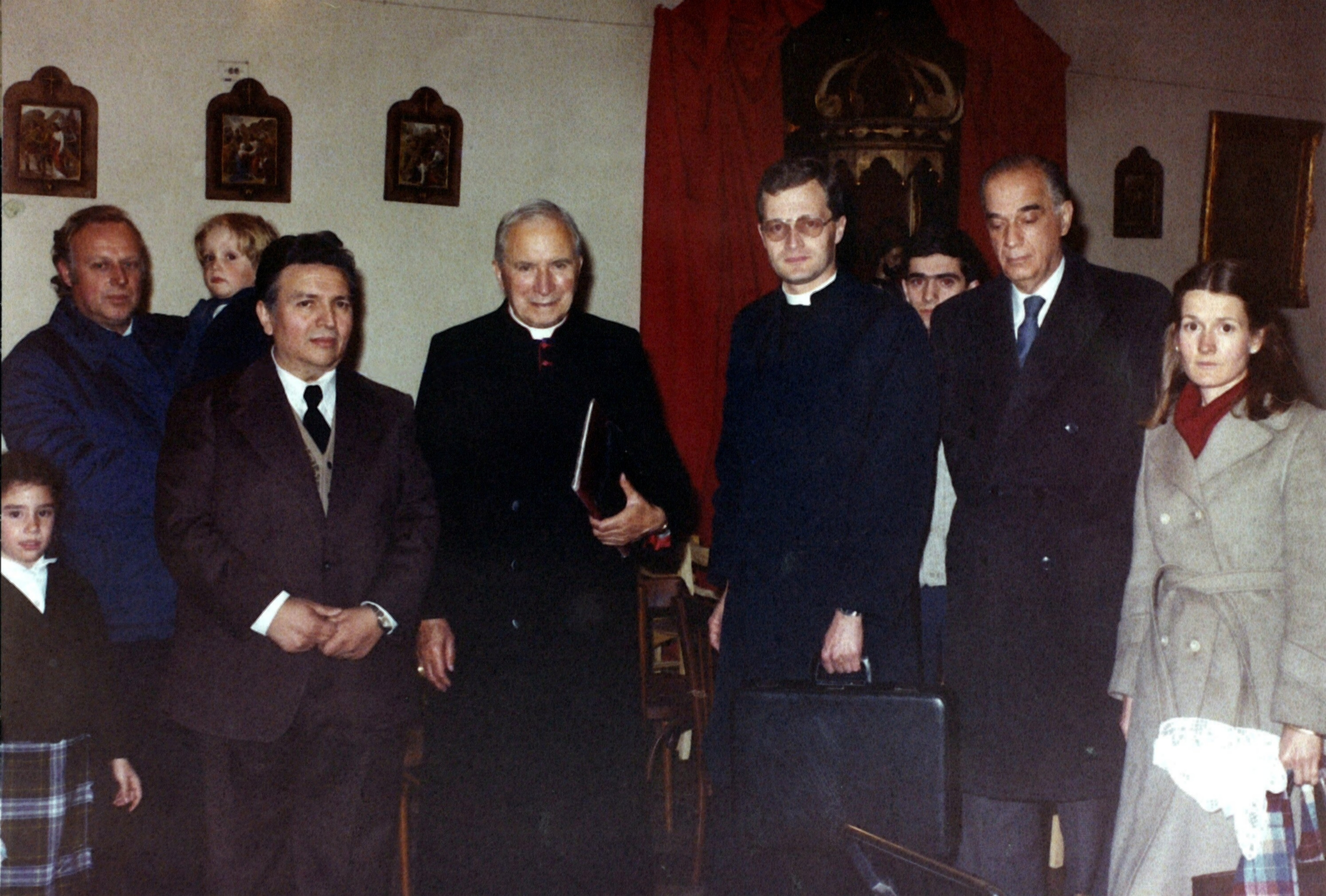
Marcel Lefebvre y Jean Faure en Argentina.

En 1987, Marcel Lefebvre le ofreció la oportunidad para ser consagrado obispo, pero la rechazó en favor de Alfonso de Galarreta.
Tras la expulsión de Richard Williamson de la Fraternidad Sacerdotal San Pío X en 2012, el padre Faure le siguió y apoyó quedando en 2013 como coordinador del movimiento llamado ´La Resistencia´, oficialmente Unión Sacerdotal Marcel Lefebvre conformado por clérigos provenientes de la Fraternidad Sacerdotal San Pío X y de religiosos que siguieron a Williamson. Habla francés, español e inglés.

## Consagración episcopal
El P. Faure recibió admonición canónica por parte de los superiores de la FSSPX de Sudamérica, pero no su formal expulsión, en julio de 2014, al parecer en atención a su papel preponderante en la conformación del movimiento tradicional en América Latina y su cercanía con Mons. Marcel Lefebvre. A inicios de 2015 Mons. Richard Williamson da a conocer la intención de consagrar obispos y el 19 de marzo del mismo año el P. Faure fue consagrado obispo por el propio Mons. Richard Williamson en el monasterio benedictino de la Santa Cruz en Nova Friburgo, Brasil, sin mandato apostólico del papa, de modo que, de acuerdo con el derecho canónico, quedó excomulgado automáticamente.